# Blepharoneura amazonensis
Blepharoneura amazonensis är en tvåvingeart som beskrevs av Lima och Luis Anderson Ribeiro Leite 1952. Blepharoneura amazonensis ingår i släktet Blepharoneura och familjen borrflugor. Inga underarter finns listade.